# Cecelia Ahern
Cecelia Ahern (Dublin, 30 september 1981) is een Iers schrijfster.
Ahern is de dochter van de voormalige Ierse premier Bertie Ahern en Miriam Kelly. Haar oudere zus Georgina is getrouwd met Westlifes Nicky Byrne. Ahern heeft op dit moment een relatie met David Keoghan.
In 2000 was ze lid van de Ierse popgroep Shimma, waarmee ze de derde positie behaalde in de Ierse nationale finale van het Eurovisiesongfestival. Ahern was de bedenker en van 2007 tot en met 2009 producente van de Amerikaanse televisieserie Samantha Who?.

## Schrijverscarrière
In 2001 schreef Ahern haar eerste boek PS, I Love You. Het boek werd verfilmd als P.S. I Love You met in de hoofdrol Hilary Swank en Gerard Butler. Ook haar boek Where Rainbows End werd verfilmd in 2014 onder de titel Love, Rosie.